# Caaguazú (departament)
Caaguazú – jeden z departamentów Paragwaju. Stolicą jest Coronel Oviedo.

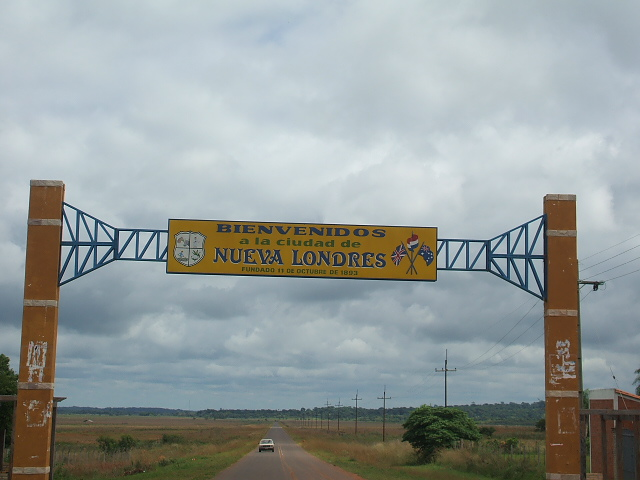
Wjazd do miasta Nueva Londres

## Dystrykty
Caaguazú dzieli się na 20 dystryktów:
1. Caaguazú (miasto)
2. Carayaó
3. Coronel Oviedo
4. Doctor Cecilio Báez
5. Doctor J. Eulogio Estigarribia
6. Doctor Juan Manuel Frutos
7. José Domingo Ocampos
8. La Pastora
9. Mariscal Francisco Solano López
10. Nueva Londres
11. Raúl Arsenio Oviedo
12. Repatriación
13. R. I. Tres Corrales
14. San Joaquín
15. San José de los Arroyos
16. Santa Rosa del Mbutuy
17. Simón Bolívar
18. Tres de Febrero
19. Vaquería
20. Yhú

## Historia
Powierzchnia dzisiejszego Caaguazú w XVI i XVII wieku była napadana przez portugalskich bandytów i Indian Guaicurú, co spowodowało wyludnienie tego terenu na wiele lat.
W wieku XVIII na nowo rozpoczęto zaludnianie tego obszaru. W 1712 roku Gregorio Bazán de Pedraza założył miejscowość Villa de San Isidro Labrador de Curuguaty. Następnie powstawały osady: Ybygatimí w 1715, San Joaquín w 1746 i Carayaó w 1770.
W 1906 r. utworzono departament nr 5 nazwany Yhú, w którym znajdowały się miasta: ówczesna stolica Yhú, Ajos, Carayaó, San Joaquín i Caaguazú (miasto). Jednakże w 1945, wraz z reformą terytorialną nazwano ten departament Caaguazú.
W 1973 r. ustalono dzisiejszą powierzchnię i granice departamentu.
W Caaguazú urodzili się: pisarz Mario Haley Mora i muzyk Cayo Sila Godoy.

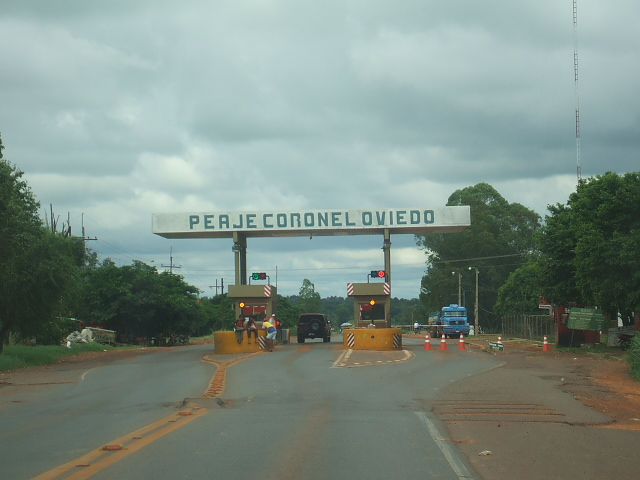
Płatna autostrada z Coronel Oviedo do Nueva Londres

## Położenie i granice
Caaguazú leży w środku regionu Oriental. Współrzędne to: równoleżniki 24°30’ i 25°50’ szerokości geograficznej południowej i między południkami 55°00’ i 56°45’ szerokości geograficznej zachodniej.
Sąsiednie departamenty to:
- Na północy: San Pedro i Canindeyú
- Na wschodzie: Alto Paraná
- Na zachodzie: Cordillera i Paraguarí
- Na południu: Guairá i Caazapá

## Klimat
Przeciętnie klimat jest łagodny z obfitymi deszczami. Latem temperatura dochodzi do 31 °C, zimą natomiast spada do 0 °C. Tutejsze warunki klimatyczne sprzyjają rozwoju rolnictwa.

## Orografia i gleby
Z północy na południe biegną góry Cordillera de Caaguazú. Góry nie są wysokie. Większość szczytów nie przekracza 200 metrów. Jedynie na wschodzie góry dochodzą do 250 m.
Na zachodzie uformowały się gleby pochodzenia lodowcowego pochodzące z okresu karbonu z ery paleozoiku. Jest tam też dużo piaskowca. Na wschodzie ziemia pochodzi z okresu permu, w większości będąca nanosami rzecznymi i morskimi. W górach występują piaskowce z zawartością kwarcu, pochodzące z okresu triasu.
Występuje tutaj dużo dolin i wyżyn ciągnących się z północy na południe. Na północy doliny doskonale nadają się do hodowli bydła. Wschód służy uprawie ziół i licznym lasom.
Ziemie te są mocno eksploatowane na potrzeby rolnictwa.

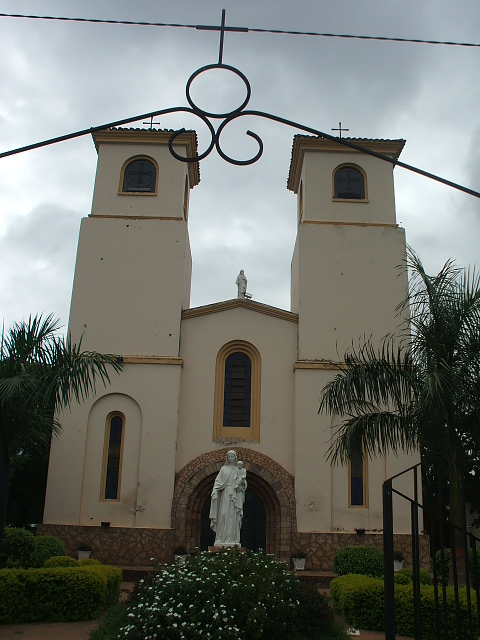
Kościół w Coronel Oviedo

## Hydrografia
Najbardziej istotne dla departamentu rzeki to: Paragwaj (rzeka), Paraná, Acaray, Monday-mi, Yguazú, Capiibary, Tebicuary-mi, Guyraungua i kanały Tapiracuai, Mbutuy, Hondo oraz Tobatiry.

## Środowisko naturalne i roślinność
Caaguazú jest częścią Lasu Centralnego.
Główną działalnością regionu było zalesianie i zaopatrzenie przemysłu w drewno.
Obecnie region ten jest masowo wylesiany. Zagrożone wyginięciem są m.in. rośliny: yvyra paje (kadzidłowiec), cedr, nandyta. Zwierzęta zagrożone wyginięciem to m.in.: jaguar i papuga tirica.

## Gospodarka
Caaguazú zajmuje 1. miejsce w kraju w produkcji manioku oraz 2. miejsce w produkcji bawełny. Zyski przynosi także uprawa innych roślin oraz hodowla bydła.
Departament ten zajmuje również drugą pozycję w produkcji cukru trzcinowego i czwarte miejsce w produkcji kukurydzy.
Podsumowując, najważniejsze role w przemyśle pełnią: bawełna, olej, przemysł drzewny i produkcja mebli.

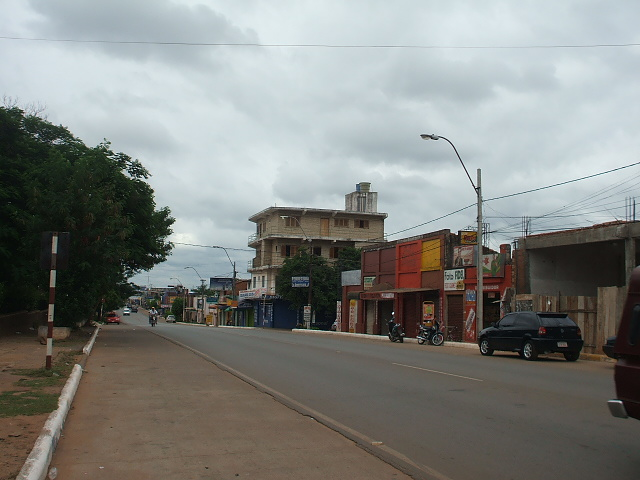
Ulica w Coronel Oviedo

## Transport i łączność
Przez departament przebiegają dwie ważne autostrady: „Mcal. Estigarribia” (nr 2) i „Dr. Gaspar Rodríguez de Francia” (nr 7). Te autostrady krzyżują się w Caaguazú.
Miasta w departamencie są dobrze połączone. Autostrada „Gral. Aquino” (nr 3) łączy się z „Bernardino Caballero” (nr 5) i razem tworzą połączenie z Concepción do Pedro Juan Caballero. Autostrada „Dr. Blas Garay” (nr 8) łączy się z autostradą nr 2 i tworzy połączenie Coronel Oviedo z Villarrica i Caazapá.
Jednak większość dróg departamentu to drogi utwardzone.
Jest też kilka małych lotnisk dla niewielkich samolotów.
Według miejscowego operatora telefonicznego w departamencie jest 10 300 abonamentów telefonii stacjonarnej.

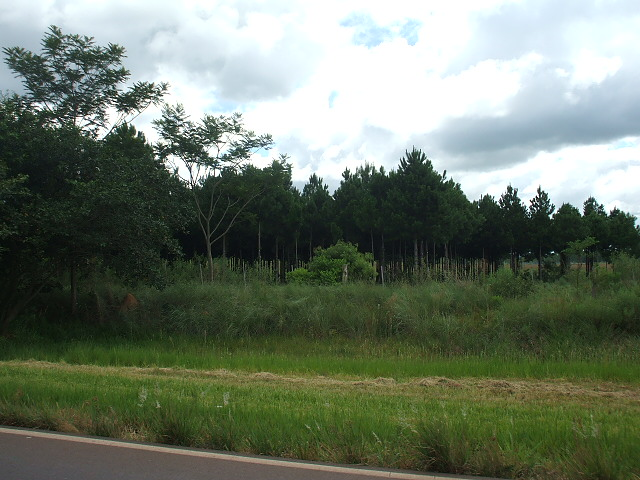
Okolica San José de los Arroyos

## Oświata
W departamencie Caaguazú jest 589 szkół podstawowych, 913 szkół zawodowych i 151 szkół wyższych (zgodnych z Paragwajskim systemem nauczania).

## Zdrowie
W departamencie jest 65 zakładów opieki zdrowotnej (szpitale, ośrodki zdrowia, przychodnie specjalistyczne itp.).